# المتراس
المتراس یک منطقهٔ مسکونی در سوریه است که در استان طرطوس واقع شده‌است.

## خصوصیات
المتراس ۲٬۱۳۸ نفر جمعیت دارد.